# Gerhard von Graevenitz
Gerhard von Graevenitz (Schilde, 19 settembre 1934 – Habkern, 20 agosto 1983) è stato un pittore e fotografo tedesco.

## Biografia
Studiò economia all'Università di Francoforte e arte all'Accademia di belle arti di Monaco di Baviera. Si impose come importante artista cinetico nei primi anni '60 grazie a una serie di opere caratterizzate da rilievi bianchi che si modificano a seconda della posizione di chi guarda. In seguito sviluppò usa sua tecnica originale di oggetti cinetici in alluminio in cui gioco di luci e riflessi dà il senso del movimento.
Morì nel 1998 in un incidente in aeroplano in Svizzera.